# Bubo ascalaphus

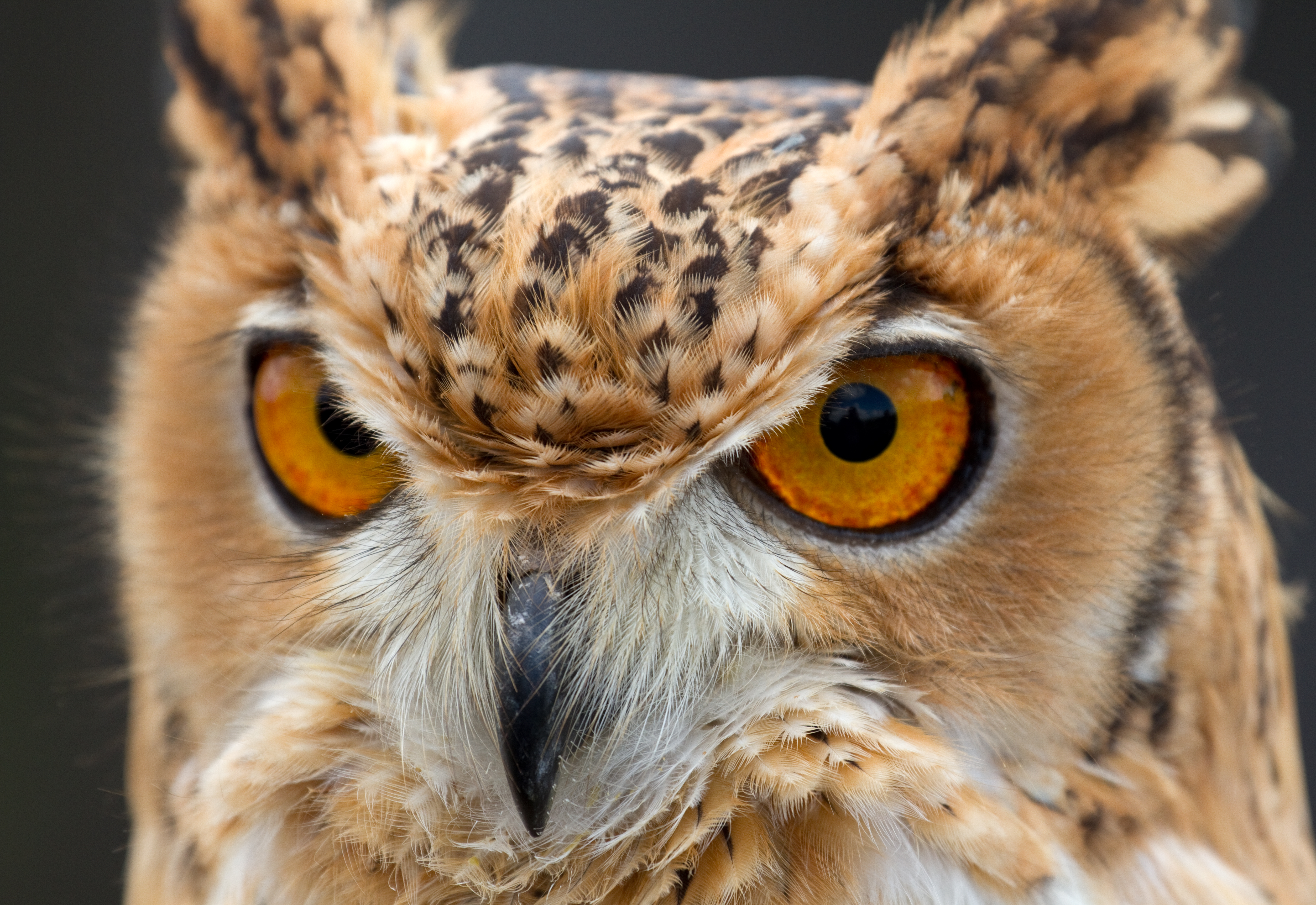
Dettaglio di un
Bubo ascalaphus

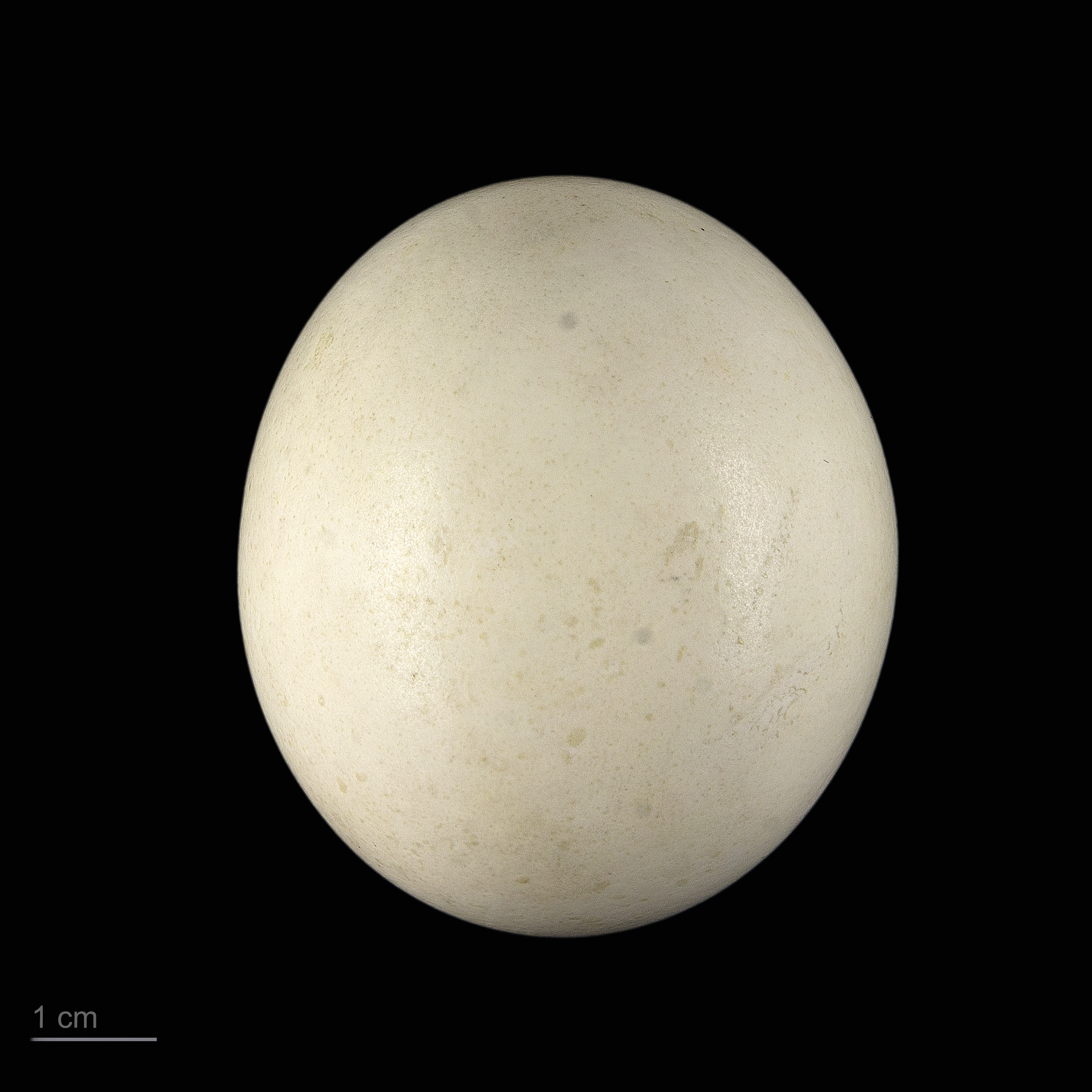
Uovo di Bubo ascalaphus - Museo di Tolosa

Il gufo reale del deserto (Bubo ascalaphus Savigny, 1809) è un uccello rapace della famiglia Strigidae diffuso nell'Africa subsahariana.